# Poa megalothyrsa
Poa megalothyrsa là một loài thực vật có hoa trong họ Hòa thảo. Loài này được Keng ex Tzvelev miêu tả khoa học đầu tiên năm 1968.